# José Lins do Rego
José Lins do Rego Cavalcanti, (Pilar, Paraíba, Brasil, 3 de juliol de 1901 - Rio de Janeiro, 12 de setembre de 1957) va ser un escriptor brasiler que, al costat de Graciliano Ramos, Érico Veríssimo i Jorge Amado, figura com un dels novel·listes regionalistes de major prestigi de la Literatura brasilera. Segons Otto Maria Carpeaux, José Lins era «l'último dels narradors d'històries». El seu llibre d'estrena, Menino de Engenho (1932), va ser publicat amb dificultat, no obstant això, va ser elogiat immediatament per la crítica.
José Lins va escriure cinc llibres als que va nomenar "Cicle de la canya de sucre", en una referència al paper que en ell ocupava la decadència dels ingenis sucrers nordestins, vist de manera cada vegada menys nostàlgica i més realista per l'autor: Menino de Engenho, Doidinho (1933), Bangüê (1934), O Moleque Ricardo (1935), i Usina (1936). La seva obra regionalista, però, no conté solament denúncia sociopolítica. Com va afirmar Manuel Cavalcanti Proença, també va destacar per la seva «sensibilitat a flor de la pell, la sinceritat davant de la vida i la autenticitat que el caracteritzaven».